# 中里亜美
中里 亜美（なかざと あみ、1989年3月25日 ‐ ）は日本の演歌歌手・女優。東京都品川区出身。

## 略歴
写真家の父と日本舞踊家の母の影響で幼いころから芸術に触れながら育つ。
2001年に原宿でスカウトされオーディションを受ける。そのオーディション自体は不合格だったものの、オーディション会場に来ていた芸能事務所社長に見出され12歳で芸能界入り。
子役時代は映画・ドラマ・バラエティー等マルチに活動し、映画『夜のピクニック』『力道山』、ドラマ『天までとどけ5』『NHK金曜時代劇 蟬しぐれ』、バラエティー番組『いつみても波瀾万丈』『所さんの学校では教えてくれないそこんトコロ!』などに出演した。
また『超爆裂爛漫娘』というアイドルグループに所属し、地下アイドルのような活動もしていた。
ある日、母親に連れられて参加したカラオケスナックの集いにて、高橋真梨子の『桃色吐息』を歌ったところ周囲にいた客から絶賛される。

自分の歌で目の前の人々が喜んでくれたことに感動を覚え、歌手を志すようになった。2007年、17歳で歌手デビューし、4年間のインディーズ活動で3600回以上のキャンペーン・歌謡ショーを行う。
母親と二人三脚で関東を中心にカラオケ喫茶・スナック・居酒屋など歌えるところであればどこでも飛び込み営業し、手売りでCDを販売した。
2012年に『ひとり四国路』で日本クラウンよりメジャーデビュー。
2016年にテイチクレコードへ移籍。移籍第一弾シングルとなる 『人恋しさに…』を9月21日リリースした。
2022年1月7日自身で企画・作詞をした6年振りの新曲「雨の漫湖ブルース」を発売。
また沖縄土産の「漫湖飴」をプロデュースし販売。
SNSで話題を呼び動画は250万回再生を超えた。

## 人物
- 身長156cm。血液型はO型[1]。干支は巳年。
- 大の猫好きで、サインには猫のイラストが盛り込まれているほか、グッズに使われるイラストにも猫が用いられている（"丸に橘"をもじった、"丸にたちばニャ"）。飼い猫は「こめ太郎」と「こいわ」でブログにも頻繁に登場する。「こいわ」は小岩のスナックキャンペーンの時に拾ったという。
- 日本酒ナビゲーターの資格を持っている。
- 特技は日舞・三味線・フラダンス・まつ毛にマッチ棒乗せ・あいうえお体操[1]。
- 2人の兄を持つ3兄妹の末っ子。
- 夫はロックバンド「SAHAJi」のメンバー西田蕉太郎。

## ディスコグラフィー
シングル 『ひとり四国路』/「逢いたくて信濃路」（日本クラウン　2012.01.25発売）CRSN-2460 

「人恋しさに…」/「軽井沢アマン」（テイチクレコード　2016.09.21発売）TECA-13710
シングル「雨の漫湖ブルース」(Amigo Records 2022.1.7発売)